# Johann Dieterich Cordes
Johann Dieterich Cordes (Født d. 16. Oktober 1730 i Hamborg ; † 31. Marts 1813 ibid.) Var købmand og byrådsmedlem i Hamborg .

## Liv
Cordes blev født i Hamborg og blev oprindeligt undervist af private lærere, og gik derefter på stipendiumskolen i Johanneum og derefter kirkeskolen Sankt Nikolai, dengang kendt som den såkaldte handelsskole under ledelse af Jürgen Elert Kruse (1709-1775).
Efter at have afsluttet sin skolegang tiltrådte han sin fars virksomhed og overtog ledelsen af dette firma efter sin fars død i 1757. Ud over sit arbejde som købmand havde Cordes adskillige offentlige stillinger. Han var først en lektor, derefter viceinspektør på Sankt Nikolai, og medlem af Hamburgs underret, bygningskommissionen og krigskommissionen. Den 26. Marts 1770 blev Cordes valgt til byrådet.
Under fransk besættelse i Hamborg blev Hamborgsrådet opløst med kort varsel. Cordes blev imidlertid igen rådmand efter franskmændene forlod, men døde kort efter den 31. Marts 1813 i en alder af 82 og var Begravet april 1813.

## Familie
Cordes var søn af Hamborg-købmanden og ældre borger i sognet Sankt Nikolai, Johann Dieterich Cordes (1677–1757)  fra sit tredje ægteskab med Christina Eustachia Köten († 1738), datter af ærkedekanen til St. Michaelis kirke (1655–1728). Den 26. april 1762 giftede Cordes sig med Anna Margaretha Tamm († 1791), datter af købmand og byrådsmedlem Simon Tamm († 1761). Parret havde otte børn. Datteren Johanna (1765-1803) giftede sig med købmanden Walther Philipp Schlüter (1754-1823) . Cordes' søn med samme navn, Johann Diederich (født 1768), var ejer af parken Hohenstein. Den yngste datter Amalie (1779-1851) giftede sig med advokaten Johann Ludwig Gries (1770-1826).